# Rudolf Krečmer
Rudolf Krečmer (* 31. prosince 1950 Praha) je český dirigent.
Narodil se v muzikantské rodině, jeho otčím byl dirigent Václav Neumann.

## Vzdělání
Studoval na gymnáziu a Pražské konzervatoři. Na Akademii múzických umění obor
dirigování u Aloise Klímy. Mistrovské kurzy dirigování na Vídeňské akademii v r. 1974 u Hanse Swarovského.
V roce 1981 absolvoval půlroční stáž v Bavorské státní opeře v Mnichově.

## Působení (výběr)
- tuzemsko
  - Státní opera Praha
  - Filharmonie Hradec Králové
  - Symfonický orchestr hlavního města Prahy FOK
  - Symfonický orchestr Českého rozhlasu
  - Pražský komorní orchestr
  - Filharmonie Brno
  - Janáčkova filharmonie Ostrava
  - Karlovarský symfonický orchestr
  - a další ...
- zahraničí
  - Státní filharmonie Košice
  - Slovenská filharmonie v Bratislavě
  - Bochumský symfonický orchestr
  - Filharmonie Brémy
  - Symfonický orchestr Lipského rozhlasu
  - Filharmonie Schwerin
  - Bruckner orchestr v Linci
  - Rozhlasový symfonický orchestr Sapporo
  - Schinsei symfonický orchestr Tokio
  - Japonský filharmonický orchestr Tokio
  - Tokijská filharmonie
  - NHK symfonický orchestre Tokio
  - Státní opera Hamburk
  - Teatro Nacional de Sao Carlos Lisabon
  - Opèra du Rhin Strasbourg
  - Teatro Municipale Rio de Janeiro
  - Státní opera Hannover
  - Teatro del Liceo v Barceloně
  - a další ...